# Gagauzi
I gagauzi sono un gruppo etnico turcofono che vive in un'area della Moldavia, chiamata Gagauzia, nelle zone a sud-ovest dell'Ucraina, nella regione di Budjak e in alcune piccole zone del nord della Grecia. La popolazione totale si attesta sui 250 000 individui circa. I gagauzi sono di religione cristiana ortodossa. 
Nel 1398 parte della popolazione si convertí all'Islam. In Turchia (Tracia orientale) e Bulgaria (Deliorman) vivono gagauzi musulmani chiamati Gadzhal.